# Teleogryllus trivialis
Teleogryllus trivialis är en insektsart som beskrevs av Andrej Vasiljevitj Gorochov 1990. Teleogryllus trivialis ingår i släktet Teleogryllus och familjen syrsor. Inga underarter finns listade i Catalogue of Life.